# Mustang
 For alternative betydninger, se Mustang (flertydig). (Se også artikler, som begynder med Mustang)
Mustang er en hesterace, der nedstammer fra de spanske heste som conquistadorerne i 1500-1600-tallet bragte med til Amerika. Mange af disse spanske heste slap fri og dannede grundlaget for den nordamerikanske vildhest, mustang. Hestene levede frit og tilpassede sig klimaet gennem naturlig udvælgelse. 
Den ædle spanske hest ændrede sig til en hårdfør og nøjsom Mustang.
Amerikanerne har altid brugt mustanger til alt fra mad, foder, trækdyr til ridehest. På et tidspunkt i 1970'erne var bestanden af mustanger hårdt presset, da deres naturlige områder efterhånden var blevet for små til det faktiske antal heste. Mange mustanger levede derfor en kummerlig tilværelse og blev et stort problem for farmerne, da mustangen forsøgte at skaffe føde på enhver måde.

## Beskyttelse af bestanden
Der blev derfor vedtaget en lovgivning, der skulle beskytte mustangerne og sikre en bæredygtig bestand i de mange forskellige områder rundt om på det nordamerikanske kontinent. Mustang-bestanden er opdelt i forskellige stammer, da hestenes bevægelse er begrænset af naturlige forhindringer som bjerge og floder.
Disse stammer kan have vidt forskellige egenskaber, indlæringsevne, intelligens og kropsbygning. BLM (Bureau of Land Management) er sat til at sikre mustangbestanden samt indfangning af adoptionsheste.
BLM har stationer overalt i USA, hvor der er naturlige bestande af mustanger. Al adoption af mustanger foregår gennem BLM, som også foretager kontrol af adopterede mustanger, så man sikre en træning og human behandling af dem.

## Generelle data
- Mustang-racen er en let ridehest.
- Knoglebygningen er god og stærk.
- Lemmer og hove er meget stærke og faste.
- Mustanger kan have alle farver.
- Stangmål varierer meget fra område til område, men er normalt mellem 137-160 cm.
- Mustangen er kendt for at være en utrolig hårdfør og nøjsom hest.
- Mustanger er meget rolige og med en stor indlæringsevne.
- Mustanger egner sig til rideheste, kvægheste og er utrolig udholdende, hurtige, livlige og meget adrætte.

Mustangen har desuden medvirket til fremavlen af bl.a. Quarter horse, Appaloosa og Paint.
 Der er for få eller ingen kildehenvisninger i denne artikel, hvilket er et problem. Du kan hjælpe ved at angive troværdige kilder til de påstande, som fremføres i artiklen.

| Dyr | Spire Denne artikel om dyr er en spire som bør udbygges. Du er velkommen til at hjælpe Wikipedia ved at udvide den. |